# آرژانتین در المپیک تابستانی ۱۹۹۲
آرژانتین در بازی‌های المپیک تابستانی ۱۹۹۲ که در شهر بارسلونا برگزار شد، کاروان آرژانتین با ۸۴ ورزشکار در این رقابت‌ها شرکت کرد و موفق به کسب ۱ مدال (۰ طلا، ۰ نقره، ۱ برنز) شد. در جدول رتبه‌بندی توزیع مدال‌ها، آرژانتین در ردهٔ ۵۴ مسابقات قرار گرفت.